# La Constancia Mexicana

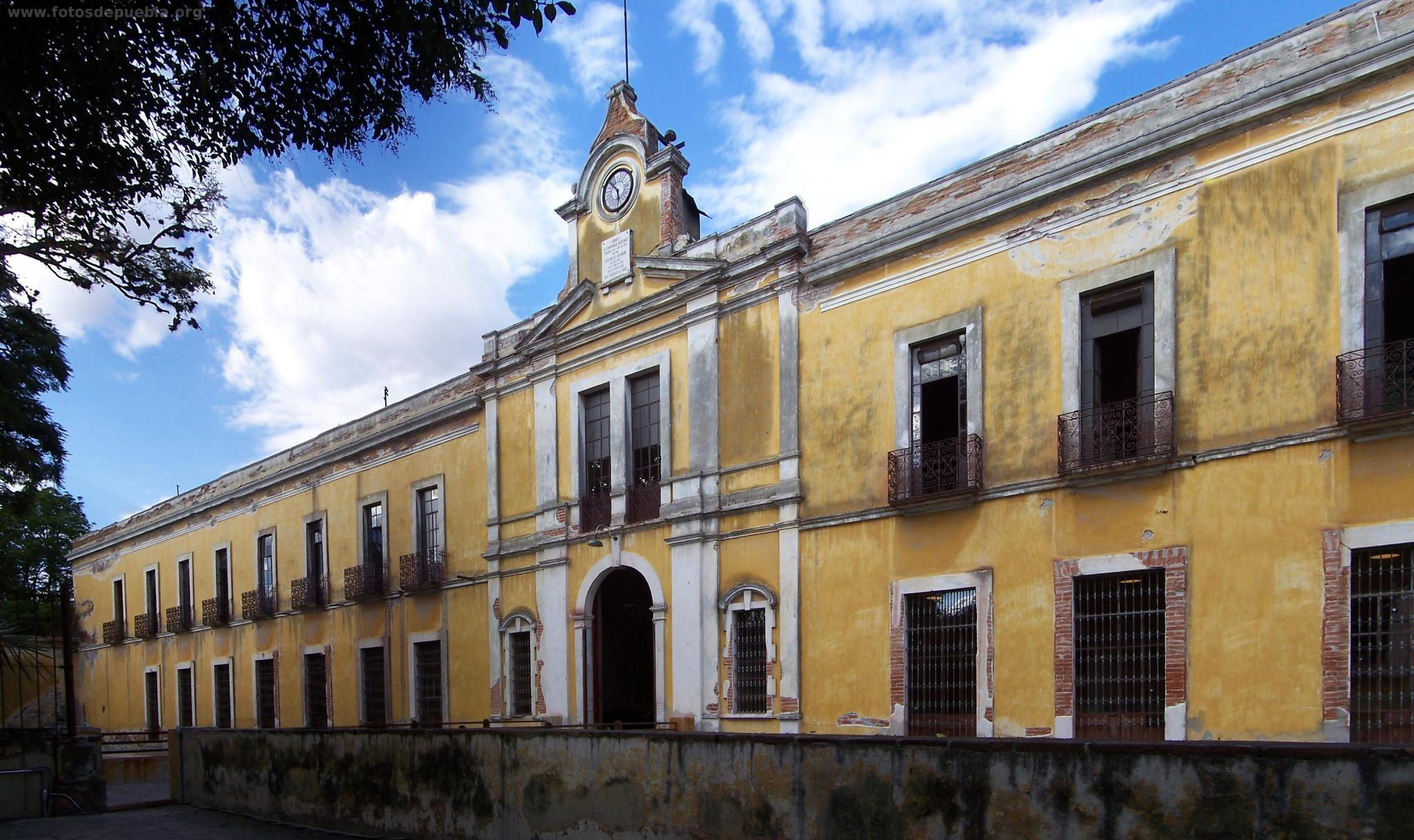
La Constancia Mexicana, Puebla

La Constancia Mexicana é uma fábrica têxtil a 9 km do centro de Puebla, no estado do México . A fábrica foi a primeira fábrica de têxteis a integrar maquinaria automática no processo de produção.

## Status do Património Mundial
Este local foi adicionado à lista da UNESCO como potencial Património Mundial em 6 de Dezembro de 2004, na categoria Cultural.